# Мифы о России
«Мифы о России» — серия книг Владимира Мединского с собственными версиями и толкованиями русской истории. Сюжеты их, которые автор определяет как «историческую мифологию», построены на стереотипном противопоставлении защитников и врагов отечества, авторской интерпретации исторических событий и фактов в парадигме державных интересов.

## Синопсис
«Мифы о России» написаны по мотивам сценариев Мединского к одноимённой телепередаче, транслировавшейся на канале «ТВ Центр». В серию вошло три книги в жанре документальной прозы: «О русском пьянстве, лени и жестокости», «О русской демократии, грязи и „тюрьме народов“», «О русском воровстве, особом пути и долготерпении»; в каждой автор опровергает стереотипы о стране и её истории, которые считает ложными. Книги прошли несколько переизданий, выходили в формате аудиокниг, в виде дайджеста «Скелеты из шкафа русской истории» и по частям в формате покетбуков. На основании данных издательства Олег Кашин в статье для «Коммерсанта» называл «Мифы» самой тиражной исторической книгой современной России.
Нет и не может быть единого взгляда на историю. Ведь то, что нам в голову вдалбливают – это не сама история, а мифологизированное представление о ней. Моя задача как автора книги, равно как и задача коллектива, ранее выпустившего фильм «Мифы о России», – растормошить человека, сказать ему: не надо ничего брать на веру. Если хочешь разобраться, разберись. Если же изначально доверяешь одному тезису, то будь готов к тому, что это, в лучшем случае, полуправда. Или вообще неправда.Владимир Мединский в интервью газете «Наше время»
Примечательно, что в 2009 году реклама «Мифов о России» размещалась на столичных рекламных щитах по квоте Правительства Москвы как социальная реклама, направленная на популяризацию чтения. По словам Мединского, размещение прошло по инициативе мэрии, а расходы на печать плакатов легли на издательство.

## Критика
Книги серии «Мифы о России» неоднократно критиковались за ненаучный характер, ошибки и противоречия. Оппоненты вменяли Мединскому сознательное искажение исторических сведений, замену негативных стереотипов о России «розовыми» мифами. Критике подвергались и взгляды Мединского — убеждение в необходимости позитивной трактовки отечественной истории и готовность интерпретировать разночтения в источниках в пользу собственных взглядов и убеждений.
В ответ на «Мифы о России» был издан сборник «Анти-Мединский. Опровержение. Как партия власти „правит“ историю». Авторы сборника (публицисты Сергей Кремлёв и Андрей Раев, доктор философских наук А. М. Буровский, доктор исторических наук, профессор В. В. Долгов и политолог Ю. А. Нерсесов) обвиняют Мединского в подмене истории китчем и создании «розовых мифов», которыми Мединский, по их мнению, заменяет «чёрные мифы» в намерении «воспитать народ». По мнению Нерсесова, у Мединского «сознательное примитивное враньё соседствует с ляпами, проистекающими из-за разгильдяйства, суетливые попытки исправить самые дурацкие ошибки первых изданий порождают новые, а соседние абзацы прямо противоречат друг другу».
Второй сборник серии «Анти-Мединский» вышел под названием «Псевдоистория Второй Мировой. Новые мифы Кремля» (авторы Алексей Исаев, Марк Солонин, Сергей Кремлёв, Юрий Нерсесов, Александр Больных, Андрей Буровский) и был посвящён книге Мединского «Война». Исследователь истории Великой Отечественной войны Алексей Исаев также полностью отказывает в научном значении вышедшей в новой серии «Мифы СССР» книге «Война», утверждая: «Книжка Мединского опирается, условно, на три „А“: агитпроп, ахинея и алогичность».
Марк Солонин, критикуя ту же книгу, утверждает, что Мединский не только постоянно игнорирует и подтасовывает факты, но и прямо декларирует своё равнодушие к ним, цитируя при этом следующий пассаж из книги «Война»:

Факты сами по себе значат не очень много. Скажу ещё грубее: в деле исторической мифологии они вообще ничего не значат. Все начинается не с фактов, а с интерпретаций. Если вы любите свою родину, свой народ, то история, которую вы будете писать, будет всегда позитивна.
— Мединский В. Р. Война: мифы СССР. 1939—1945. М.: Олма Медиа групп, 2011. С. 658.
Солонин замечает, что в своём блоге Мединский высказался ещё определённее, в ответ на критику А. Исаева заявив за полгода до защиты докторской диссертации по истории: «Я не являюсь ученым-историком. Моя специализация иная — она закреплена в ученой степени доктора политических наук и практического специалиста по PR и пропаганде (…) Вы наивно считаете, что факты в истории — главное. Откройте глаза: на них уже давно никто давно не обращает внимания! Главное — их трактовка, угол зрения и массовая пропаганда». (эту цитату приводят и другие критики Мединского). Солонин отмечает также следующий пассаж Мединского:

Если вы руководитель российского государства, то думать вы будете в первую очередь о своих подданных. И если нужно пустить голых на снег финнов, чтобы ваш народ был в безопасности, вы будете разорять и изгонять финнов.
— Мединский В. Р. Война: мифы СССР. 1939—1945. М.: Олма Медиа групп, 2011. С. 112.